# Музей искусств Бронкса
Музей искусств Бронкса это американское культурное учреждение, расположенное в Бронксе, Нью-Йорк. Музей фокусируется на современных произведениях и работах
XX-го века, созданных американскими художниками. Его постоянная коллекция насчитывает более 800 картин, скульптур, фотографий и работ на бумаге. Музей является частью исторического района Гранд-Конкорс.

## История
Музей открылся 11 мая 1971 года,  первая выставка состояла из 28 картин.  Изначально музей располагался в ротонде на первом этаже здания суда округа Бронкс. Дополнительные галереи были расположены в кооперативном жилом комплексе Бронкса, в жилом районе на северо-западе Бронкса и в районе восточного Бронкса. За первые 12 лет работы в музее было проведено более 350 выставок. В 1982 году городские власти приобрели пустующую синагогу в качестве нового места для музея. В мае 1983 года музей открылся для посетителей выставкой произведений искусства XX века. В 1988 году музей расширили и сделали ремонт на сумму 5,8 млн долларов. С 2004 по 2006 год проводились работы по увеличению площади музея (в итоге площадь увеличилась до 3100 кв.м.).  В 2008 году площадь увеличилась еще на 280 кв. м.

## Дизайн
Изначально здание музея было синагогой, построенной в 1961 году. В начале 1980-х здание перепланировали, а в 1988 году обновили внешний вид с помощью черного гранита и металла. Построили трехэтажный стеклянный атриум. Дизайн 1988 года был описан как «неуклюжий» и «мрачный»  с «тесными балконами» и угловым входом, которые придают ему ощущение «пригородного торгового центра». Его также критиковали из-за отсутствия выставочных площадей.
Реставрация 2006 года предусматривала строительство трехэтажного здания в северном крыле, с  большим входом с двухэтажным вестибюлем и новой галереей. Строение состоит из семи вертикальных алюминиевых частей неправильной формы, соединенных фриттованным стеклом, напоминающих аккордеон или бумажный веер. Сторона строения представляет собой черные и белые бетонные блоки в виде геометрических узоров, похожих на кирпичные фасады рядных домов и коммерческих зданий в Бронксе. Эти стены являются временными и предназначены для сноса в случае будущего расширения. В задней части строения на втором этаже находится сад скульптур под открытым небом.
В 2016 году началось очередное расширение музея, первая часть реконструкции закончилась в 2020 году.

## Выставки
В 1986 году состоялась выставка работ латиноамериканских фотографов-документалистов. В 1987 году музей привлек внимание двумя громкими выставками: ретроспективой работ афроамериканского художника Ромара Бердена и презентацией развивавшейся тогда школы компьютерного искусства. Более поздние выставки включали презентацию «Тропикалия: революция в бразильской культуре» в 2006 году и выставка фотографий художника из Гарлема Джамеля Шабаза в 2008 году.
2013 году музей выиграл конкурс на право представлять США на Венецианской биеннале. С 2015 по 2016 год в музее проходила выставка работ художника Мартина Вонга. В 2016 году в музее была представлена выставка фотографа Фрэнка Гимпая.

## Руководство
В 2006 году директором музея стала Холли Блок. В 2012 году она приняла решение сделать вход в музей бесплатным, тем самым повысив посещаемость музея в четыре раза. В июле 2018 года, после смерти Холли Блок, директором стала Дебора Каллен. В 2020 году директором был назначен Клаудио Родригес.

## Примечание
1. 1 2  Bronx Museum of the Arts (англ.). Дата обращения: 30 июля 2022. Архивировано 22 сентября 2021 года.
2. ↑  Lloyd Ultan, Shelley Olson. The Bronx: The Ultimate Guide to New York City's Beautiful Borough. — Rutgers University Press, 2015-06. — 245 с. — ISBN 978-0-8135-7321-2. Архивировано 30 июля 2022 года.
3. ↑  Glueck, Grace (13 мая 1983). ART: THREE SHOWS OPEN NEW BRONX MUSEUM. The New York Times. Архивировано 30 июля 2022. Дата обращения: 30 июля 2022.
4. 1 2 3  Ouroussoff, Nicolai (6 октября 2006). Art to the People, and Vice Versa, in the Bronx. The New York Times. Архивировано 30 июля 2022. Дата обращения: 30 июля 2022.
5. 1 2  Vogel, Carol (21 июля 2006). Extensive Changes at a Bronx Museum. The New York Times. Архивировано 30 июля 2022. Дата обращения: 30 июля 2022.
6. ↑  Concourse Dreams: A Bronx Neighborhood And Its Future (англ.). Дата обращения: 30 июля 2022. Архивировано 30 июля 2022 года.
7. 1 2  Kennedy, Randy (25 мая 2016). Bronx Museum of the Arts Plans to Expand and Raise $25 Million. The New York Times. Архивировано 30 июля 2022. Дата обращения: 30 июля 2022.
8. ↑  Fraser, C. Gerald (7 октября 1986). GOING OUT GUIDE. The New York Times. Архивировано 30 июля 2022. Дата обращения: 30 июля 2022.
9. ↑  Raynor, Vivien (4 января 1987). A GLANCE AT ROMARE BEARDEN AT THE BRONX MUSEUM OF THE ARTS. The New York Times. Архивировано 30 июля 2022. Дата обращения: 30 июля 2022.
10. ↑  Raynor, Vivien (25 октября 1987). ART; COMPUTER REIGNS AT BRONX MUSEUM OF ARTS. The New York Times. Архивировано 30 июля 2022. Дата обращения: 30 июля 2022.
11. ↑  Cotter, Holland (12 сентября 2008). Finding Art in the Asphalt. The New York Times. Архивировано 30 июля 2022. Дата обращения: 30 июля 2022.
12. ↑  Facebook, Twitter, Show more sharing options, Facebook, Twitter, LinkedIn. Artist Sarah Sze will represent U.S. in 2013 Venice Biennale (амер. англ.). Los Angeles Times (24 февраля 2012). Дата обращения: 30 июля 2022. Архивировано 30 июля 2022 года.
13. ↑  Cotter, Holland (19 ноября 2015). Martin Wong, an Urban Visionary With a Hungry Eye. The New York Times. Архивировано 30 июля 2022. Дата обращения: 30 июля 2022.
14. ↑  Mask: Photography inspired by cryptic 19th century art (англ.). The Riverdale Press. Дата обращения: 30 июля 2022. Архивировано 17 октября 2018 года.
15. ↑  Sheets, Hilarie M. (13 ноября 2020). New Director for the Bronx Museum of the Arts? It's a Familiar Name. The New York Times. Архивировано 30 июля 2022. Дата обращения: 30 июля 2022.